# Whataburger
A Whataburger egy amerikai, magántulajdonban lévő regionális gyorséttermi lánc, melynek székhelye San Antonio (Texas). A hamburgerre specializálódott. A Harmson Dobson és Paul Burton által alapított cég 1950-ben nyitotta meg első éttermét Corpus Christiben. A lánc tulajdonosa 2019-ig a Dobson család volt, azóta egy magántőke-társaság irányítja, a Dobson családnak pedig maradt egy kis részesedése.
Több mint 670 üzletük van Texasban és több mint 150 Új-Mexikóban, Arizonában, Coloradóban s az Egyesült Államok déli részén, közülük 126 franchise-rendszerben működik.

## Fordítás
- Ez a szócikk részben vagy egészben  a   Whataburger című angol Wikipédia-szócikk ezen változatának fordításán alapul.  Az eredeti cikk szerkesztőit annak laptörténete sorolja fel. Ez a jelzés csupán a megfogalmazás eredetét és a szerzői jogokat jelzi, nem szolgál a cikkben szereplő információk forrásmegjelöléseként.